# Janvier 1968
Cette page présente les faits marquants du mois de janvier 1968.

## Évènements
- Début de la Mission Jarring (fin en 1970)[1]. L'ambassadeur suédois Gunnar Jarring est nommé médiateur par l'ONU, mais Israël refuse de reconnaître sa légitimité et rappelle son refus de restituer les territoires occupés.
- France : agitation lycéenne autour des Comités Viêt-Nam. Incidents à l'université de Nanterre.

- 1er janvier, (Formule 1) : Grand Prix automobile d'Afrique du Sud.

- 2 janvier, France : création du Parti communiste marxiste-léniniste de France, de tendance pro-chinoise.

- 3 janvier : Alexander Dubček arrive au pouvoir en République socialiste tchécoslovaque.

- 5 janvier : début du « Printemps de Prague ». Libéralisation en Tchécoslovaquie et orientation vers un « socialisme à visage humain ».

- 7 janvier : Johnson approuve la livraison à Israël des avions F-4 Phantom[2]. Il demande la signature du traité de non-prolifération nucléaire par Israël, qui refuse. Le 2 novembre, les États-Unis répondent par la proclamation du retrait israélien du Sinaï dans le cadre d'un règlement global. L'État hébreu favorise de son côté la constitution d'un lobby électoral pro-sioniste aux États-Unis.

- 10 janvier, France : par les premières "classes de neige", 50 000 enfants des écoles partent aux sports d'hiver.

- 12 janvier, France : attentats à la bombe en Bretagne (préfectures de Quimper et de Saint-Brieuc).

- 13 janvier, France : la frontière franco-luxembourgeoise est rectifiée sur une zone de 2 225 m2.

- 13 et 14 janvier, France : journées nationales de mobilisation syndicale pour l’augmentation des retraites.

- 14 janvier : mise en place d'un tarif douanier commun pour le commerce extra-communautaire par les 6 pays de la CEE[3].

- 16 janvier :
  - La Grande-Bretagne annonce son intention de se retirer de la Péninsule arabique pour 1971. L'Iran développe immédiatement un discours expansionniste, revendique l'île de Bahreïn et une prééminence sur les affaires du Golfe. Les prétentions iraniennes inquiètent les États arabes de la région, qui invoquent la protection de l'Arabie saoudite[4].
  - Dissolution de l'Assemblée nationale au Mali. Le Président Modibo Keïta gouverne par ordonnances[5].

- 17 janvier :
  - France : violente manifestation ouvrière à Redon.
  - Dans son message aux États de l'Union, le président Johnson annonce la fin de la convertibilité du dollar en or.

- 19 janvier, France : Robert Poujade est élu secrétaire général de l’UDR.

- 20 et 27 janvier, France : premiers affrontements violents entre lycéens et policiers. « Affaire Condorcet ». Le 20, première manifestation des CAL (comités d’action lycéens). Après avoir comparu devant le conseil de discipline Romain Goupil, militant trotskiste actif dans les lycées parisien est exclu du Lycée Condorcet. Le 27, 400 lycéens se battent avec la police pour demander la réintégration de Goupil. Cet évènement donnera l’impulsion aux Comités d’action lycéens (CAL) créés fin 1967.

- 20 - 23 janvier, France : journées revendicatives dans la métallurgie à l’appel des fédérations CGT et CFDT.

- 21 - 8 avril (Viêt Nam)  : bataille de Khe Sanh. Début de l'Opération Igloo White.

- 23 janvier : le Pueblo, un navire espion américain est arraisonné par la marine nord-coréenne, et son équipage détenu dans de très mauvaises conditions pendant un an. L'engagement américain au Viêt Nam empêche une nouvelle guerre.

- 26 janvier :
  - France : Nanterre vit sa première grande journée d’émeutes. Une rumeur court la faculté. Il existerait des « listes noires » d’étudiants révolutionnaires, promis à d’éventuelles sanctions. Un cortège se forme, pour protester contre le « flicage de l’université » et un éventuel renvoi de Daniel Cohn-Bendit. Le doyen fait appel à la police, qui arrive en force sur le campus. Naissance du groupe des "enragés".
  - France : manifestation à Caen des ouvriers de la Saviem qui dégénère en centre-ville[6].

- 27 janvier : 
  - fondation du parti travailliste israélien.
  - Disparition du sous-marin français Minerve au large de Toulon

- 28 janvier : début d'une vague de terrorisme[7]. Multiplication des attentats du FPLP contre Israël dans la bande de Gaza.

- 31 janvier :
  - Au Cambodge, Penn Nouth est nommé Premier ministre.
  - Viêt Nam  : Le Việt Cộng et les nord-Vietnamiens déclenchent l'Offensive du Têt au Viêt Nam contre les grandes villes du Sud. Prise de Hué, combats à Saïgon. Le gouvernement du Viêt Nam du Sud ne peut plus compter sur un soutien populaire ni assurer la sécurité sur son propre territoire, et encore moins vaincre le Nord. Les Américains se ressaisissent, font bombarder les périphéries urbaines et reprennent du terrain.
  - Évacuation anticipée de la base de Mers el Kébir en Algérie par les troupes françaises.

## Naissances
- 1er janvier : Francesca Alotta, chanteuse italienne.
- 5 janvier : Laly Meignan, actrice française.
- 7 janvier : Guéorgui Gospodínov, écrivain bulgare.
- 9 janvier : Frédéric Fonteyne, cinéaste belge.
- 10 janvier  : 
  - Carole Baillien, comédienne et auteur de théâtre et de cinéma belge.
  - Keziah Jones, musicien nigérian.
- 12 janvier : 
  - « El Zotoluco » (Eulalio López Díaz), matador mexicain.
  - Junichi Masuda, Compositeur, ingénieur, créateur de jeux, producteur et programmeur de jeux vidéo japonais.
- 13 janvier : Pat Onstad, footballeur.
- 14 janvier : Florian Gazan, animateur vedette de l’émission Le 6/9 sur NRJ
- 17 janvier :
  - Stéphane Meca, matador français.
  - Mathilde Seigner, actrice française.
- 20 janvier : Tundu Lissu, personnalité politique tanzanien.
- 22 janvier : Heath, musicien japonais († octobre 2023).
- 24 janvier : Zury Ríos, femme politique guatémaltèque.
- 28 janvier : 
  - Isabelle Beauruelle, judokate française († 6 mai 2018).
  - Sarah McLachlan, chanteuse canadienne.
- 29 janvier : François-Xavier Fauvelle, historien et archéologue français spécialiste de l’Afrique.
- 30 janvier : Felipe VI, roi d'Espagne depuis 2014.

## Décès
- 4 janvier :
  - Jean Murat, acteur français.
  - Joseph Pholien, homme politique belge (° 28 décembre 1884).
- 9 janvier : Louis Aubert, compositeur français (° 19 février 1877).
- 18 janvier : Bert Wheeler, acteur américain (° 7 avril 1895).
- 28 janvier : Ángel Herrera y Oria, cardinal espagnol, évêque de Malaga (° 19 décembre 1886).
- 29 janvier :
  - Tsugouharu Foujita, peintre français d'origine japonaise.
  - Ignace Gabriel Ier Tappouni, cardinal irakien, patriarche de l'Église catholique syriaque (° 3 novembre 1879).